# Kloroform
Kloroform eller triklormetan er et upolært opløsningsmiddel med den kemiske formel CHCl3, som har haft stor anvendelse indenfor den kemiske industri og narkose.

## Fremstilling
Kloroform fremstilles ved at lade klor reagere med enten metan eller metylklorid ved 400-500 °C. Resultatet er en blanding af kloroform samt metylklorid, metylenklorid og tetraklorkulstof, som efterfølgende kan skilles fra hinanden ved destillation.

## Tekniske anvendelser
I sidste halvdel af det 19. århundrede var kloroform meget udbredt som bedøvelsesmiddel ved kirurgi, men i dag er det for længst erstattet af mere sikre midler.
Kloroform bruges som råstof ved fremstillingen af kølemidlet Freon R-22. Dette stof er imidlertid skadeligt for det ozonlag, der beskytter livet på jorden mod solens ultraviolette lys, og brugen af R-22 til dette formål er derfor udfaset under Montreal-protokollen.
Mindre mængder af kloroform anvendes som opløsningsmiddel i den farmaceutiske industri, og som råstof i fremstillingen af farvestoffer og pesticider.

## Sundhed og sygdom
Ved stoffets brug som bedøvelsesmiddel, sætter kloroform centralnervesystemet ud af drift. Ved kortvarig indånding af luft med ca. 900 ppm kloroform indtræder svimmelhed, træthed og hovedpine. Længere tids påvirkning af stoffet kan forvolde skader på lever og nyrer. Nogle mennesker får sår af at udsætte huden for stoffet, mens ca. 10% af befolkningen har en allergi, der giver høj feber, hvis de udsættes for kloroform. Kloroform er desuden hormonforstyrrende.
I dyreforsøg er påvirkning med kloroform blevet forbundet med spontane aborter, fødselsdefekter og defekter i sæd.
Stoffet blev opgivet som bedøvelsesmiddel, idet det, selv når erfarne narkoselæger brugte det, medførte pludselige uventede dødsfald som følge af hjertestop.

## Historisk
Kloroform blev første gang fremstillet i et laboratorium af to forskellige kemikere, uafhængigt af hinanden, i 1831; Justus von Liebig i Darmstadt og franskmanden Eugène Soubeiran i Paris samt af Samuel Guthrie i USA i 1832.
I 1847 brugte James Young Simpson, en fødselslæge i Edinburgh, som den første kloroform som bedøvelsesmiddel under en fødsel. I 1853 brugte John Snow kloroform ved Dronning Victoria af Storbritanniens nedkomst med prins Leopold, hvilket gav anæstesi ved fødsler et skub fremad, metoden blev kaldt chloroform à la reine. Indtil da blev smertebehandling ved fødsler anset for umoralsk, idet der i Bibelen står, at "du skal føde dit barn med smerte".

Herefter blev stoffet meget udbredt til bedøvelse under kirurgi, navnlig i Europa, mens man i USA stadig brugte æter (Diætylæter) indtil begyndelsen af det 20. århundrede.